# Les Marnières
Pour les articles homonymes, voir Marnières.
Les Marnières est une ZAC située entre Besançon et Chalezeule, sur le territoire de la commune de Chalezeule.

## Géographie
Le secteur est situé à la sortie sud-est de Besançon, sur le territoire de la commune de Chalezeule, à proximité des communes de Chalèze et de Montfaucon.

## Commerces et industries
Les Marnières regroupent plusieurs dizaines de grandes surfaces spécialisées, ainsi qu'un centre commercial, le troisième de l'agglomération après ceux de Châteaufarine et de l'Espace Valentin.

## Voiries
Le secteur est idéalement situé près de la N 83, un des axes les plus fréquentés de la ville.

## Transports
C'est la compagnie de bus Ginko qui gère le transport urbain et périurbain de Besançon. La ZAC des Marnières est desservie par la ligne T1  du Tramway de Besançon et par les lignes de bus  25  72 .
D'importants travaux de rénovation de voiries ont été entrepris en 2008-2009, ce qui permet une meilleure circulation du trafic routier.